# 산그레고리오다사솔라
산그레고리오다사솔라(이탈리아어: San Gregorio da Sassola)는 이탈리아 라치오주 로마현에 위치한 코무네다. 로마로부터 동쪽 30km 거리에 있다.

## 자매 도시
- 미국 해먼턴